# Memòries literàries. Història dels meus llibres
Memòries literàries. Història dels meus llibres és una obra autobiogràfica de Narcís Oller i Moragas, escrita entre 1913 i 1918, en un període en què l'autor, ja septuagenari, vivia una etapa de gran soledat intel·lectual. El llibre es va publicar pòstumament l'any 1962.